# Espúrio Ópio Córnice
Espúrio Ópio Córnice ou Cornicino (em latim: Spurius Oppius Cornicen) foi um político da gente Ópia nos primeiros anos da República Romana eleito decênviro para o Segundo Decenvirato em 450 a.C.

## Decenvirato
Em 450 a.C., Espúrio Ópio foi eleito decênviro no Segundo Decenvirato (em latim: Decemviri Legibus Scribundis Consulari Imperio), que, apesar de produzir aquilo que estabelecia seu mandato original, a reforma do ordenamento legal romano através da criação da Lei das Doze Tábuas, foi caracterizado por um forte viés anti-popular e autoritário, tanto que os magistrados chegaram a ultrapassar os limites de seus mandatos.
No escopo da luta contra os sabinos e équos, enquanto os demais decênviros dividiram o comando dos dois exércitos romanos, Espúrio Ópio permaneceu em Roma juntamente com o colega Ápio Cláudio, sendo testemunha e cúmplice da confusão que levou ao assassinato de Vergínia por seu próprio pai e ao fim do decenvirato.
Em 449, depois de re-estabelecidas as prerrogativas dos tribunos da plebe pelos cônsules Lúcio Valério Potito e Marco Horácio Barbato, Espúrio Ópio foi acusado pelos tribunos de ações ilegais durante seu decenvirato e, enquanto estava preso, se suicidou (assim como Ápio Cláudio).